# Craig Clay
Craig Williams Clay (Nottingham, 5 maggio 1992) è un calciatore inglese, centrocampista dei Kelty Hearts.

## Palmarès

### Club

#### Competizioni nazionali
- Campionato inglese di quarta divisione: 2

Chesterfield: 2010-2011
Leyton Orient: 2022-2023
- National League: 1

Leyton Orient: 2018-2019